# نانسي أ. كولنز
نانسي أ. كولنز (بالإنجليزية: Nancy A. Collins)‏ (10 سبتمبر 1959، ماكغيهي في الولايات المتحدة)؛ كاتِبة وروائية أمريكية.

## روابط خارجية
- نانسي أ. كولنز على موقع IMDb (الإنجليزية)